# Piero Caldirola
Piero Caldirola (Como, 5 dicembre 1914 – Milano, 31 luglio 1984) è stato un fisico italiano.

## Biografia
Piero Caldirola studiò al Collegio Ghislieri di Pavia dove, tra gli altri, ebbe come professori i fisico-matematici Attilio Palatini e Rocco Serini.
Si laureò nel 1937 in Fisica, e nel 1938 si recò a Roma da Enrico Fermi (prima della partenza dall'Italia di quest'ultimo) ove incontrò Ugo Fano e il brasiliano Mario Schoenberg, dalle cui idee restò influenzato. Passò quindi a Padova da Gian Carlo Wick, ove studiò il metodo di Rabi per la misura dei momenti magnetici. Intanto si occupò di relatività e fisica delle particelle elementari.
Nel 1939 venne nominato assistente di Fisica sperimentale a Pavia, mediante un concorso nazionale da cui escono vincitori Caldirola, Oreste Piccioni ed Ettore Pancini.
A Pavia iniziò la collaborazione con Luigi Giulotto, abile fisico sperimentale, sull'effetto Fermi e soprattutto sull'effetto Raman nei liquidi. Analizzandone la struttura fine, Caldirola e Giulotto nel 1940 si avvedono di quello che sarà poi chiamato Spostamento di Lamb.
Nel frattempo si legò in amicizia con Gleb Wataghin e con Antonio Carrelli, che per esempio apprezzò le sue applicazioni della teoria dei gruppi. Un articolo sulle forze non conservative in meccanica quantistica venne apprezzato da Enrico Fermi.
Durante la guerra, conseguì nel 1941 la libera docenza in Fisica teorica, insieme a Bruno Ferretti e Nicolò Dallaporta.
Scienziato-umanista si appassionò all'arte moderna, e in particolare all'Astrattismo (in virtù della sua frequentazione col pittore e scultore Aldo Galli, esponente di quel "Gruppo di Como" che nel 1922 diede praticamente vita all'Astrattismo in Italia).
Morì il 31 luglio 1984 a Milano.

### Campi in cui operò
Piero Caldirola è stato uno dei creatori della scuola italiana di fisica teorica dello stato solido. Ha inoltre fondato il Gruppo di Ricerca per l'Elettronica Quantistica (Milano), il laboratorio di Fisica del plasma (Milano) del CNR e la International School of Plasma Physics (Varenna). È stato fondatore del Forum Italiano Energia Nucleare e Presidente europeo del FORATOM (Forum Atomico Europeo). Agli inizi degli anni cinquanta Caldirola ha contribuito a rinnovare, al seguito di Giovanni Polvani e altri, la rivista italiana di fisica il Nuovo Cimento.
Nel settore della ricerca pura, si è occupato ad es.:
- di una teoria dell'elettrone e dei leptoni;
- di una equazione quantistica per sistemi dissipativi;
- degli studi sui metodi ergodici in meccanica statistica e sulla teoria quantistica della misura della "scuola di Milano" (Angelo Loinger, Gian Maria Prosperi, Renzo Cirelli, Ludovico Lanz, ecc.);
- di una teoria classica unificata delle interazioni gravitazionali e forti.

Sempre durante la guerra, trova inoltre l'equazione di stato di gas a pressioni fino a 500 000 atmosfere.
Caldirola prese parte a svariate vicende della fisica del dopoguerra. Dopo essersi occupato a lungo di fisica teorica, passò a campi più applicativi, quali: la propagazione di onde elettromagnetiche nei plasmi debolmente ionizzati, i momenti magnetici dei nuclei, la biofisica, la fisica sanitaria (i radioisotopi nella terapia dei tumori, i fenomeni di risonanza nei plasmi quali mezzo diagnostico, ecc.), la fusione termonucleare, e una teoria del processo di separazione isotopica per diffusione gassosa.

## Attività teorica
L'attività teorica maggiore la dedicò ai seguenti temi:
- Introduzione di un quanto di tempo (cronone) nella teoria relativistica dell'elettrone classico, il cui moto è descritto da una equazione alle differenze finite; quantizzando tale approccio, ne segue una teoria unitaria dei leptoni, forse l'unica che ne fornisca le masse. Negli ultimi anni (in collaborazione ad es. con R.Bonifacio) ha studiato le connessioni della sua equazione alle differenze finite con la risoluzione del problema quantistico della misura.
- Alla teoria quantistica dei sistemi dissipativi (equazione di Caldirola-Kanai ed equazione di Caldirola-Montaldi) e alla sua connessione con la "master equation" che sta alla base della meccanica statistica quantistica.
- Alla teoria della misura e ai teoremi ergodici in meccanica quantistica.
- Ad alcune fasi (in collaborazione con E. Recami e altri) della costruzione di una teoria degli adroni basata sui metodi della relatività generale. In collaborazione con Recami si è occupato anche di altre questioni di fondamento, quali il concetto di Tempo in fisica, o la risoluzione dei problemi causali posti dalla presenza di moti superluminali.   A Milano è stato professore di Istituzioni di fisica teorica per 35 anni, (nonché fisica generale, e fisica del reattore nucleare presso il Politecnico).

## Attività nel campo dell'insegnamento e della ricerca
Nel settore dell'insegnamento e della ricerca ricoprì i seguenti incarichi:
- Tra il 1960 e il 1984 fu direttore dell'Istituto di Fisica, e delle Scuole di Perfezionamento in "Fisica Atomica e Nucleare" e in "Fisica Sanitaria e Ospedaliera" dell'Università degli Studi di Milano.
- Dal 1961 al 1973 è stato presidente della Società Italiana di Fisica Sanitaria.
- Dal 1962 al 1967 fu Presidente della commissione italiana della International Union of Pure and Applied Physics.
- Dal 1964 al 1974 fu Vicepresidente mondiale dell'IRPA (International Radiation Protection Association).
- Nel 1965 fu rappresentante scientifico italiano nel Gruppo di Lavoro Killian costituito dal Consiglio della NATO per la creazione di un "Istituto Internazionale della Scienza e della Tecnologia", essendo poi membro, dal 1965 al 1975, di vari Comitati della stessa NATO.
- Dal 1966 al 1977 Presidente del Gruppo di Gestione Euratom-CNEN per studi sulla fusione termonucleare controllata presso i Laboratori Gas Ionizzati di Frascati.
- Dal 1968 al 1973 è stato membro del "Group de Liaison pour la Physique du Plasma et la Fusion Controlée" dell'EURATOM.
- Dal 1978 al 1986 fu presidente del FIEN, dedicandosi in particolare alla collaborazione internazionale ed alle attività legate all'integrazione europea.
- Dal 1980 divenne membro del Comitato Scientifico e Tecnico dell'EURATOM, dando per anni il proprio contributo per l'integrazione della ricerca  europea al Centro Comune di Ricerca della CEE (Commissione delle Comunità Europee), e in particolare al Programma Fusione termonucleare e alla Divisione Radioprotezione di Ispra.
- Nel 1981 fu nominato presidente del Foratom.

Inoltre è stato:
- Socio corrispondente dell'Accademia Nazionale dei Lincei, membro dell'Accademia delle Scienze di Torino e dell'Istituto lombardo di scienze e lettere.
- Condirettore della rivista "Scientia" e membro dell'Editorial Board del Nuovo Cimento.
- Fondatore della Associazione Italiana di Protezione contro le Radiazioni.
- Direttore della Sezione di Milano dell'INFN.
- Consulente per molti anni del CNEN e dell'ENEA, è stato poi membro del "Comitato per la Fisica" e del "Comitato Tecnologico" del CNR.
- Ha fatto parte per molti anni del consiglio della FAST (Federazione delle associazioni scientifiche e tecniche), in Milano, ed ha presieduto lo speciale comitato della stessa FAST che fondò nel 1956 le "Giornate dell'Energia Nucleare" di Milano, curandone le 14 edizioni fino al 1976.

## Attività nel campo applicativo ed industriale
Nel settore applicativo e industriale ricoprì le seguenti cariche:
- Nel 1958 fu chiamato da Enrico Mattei a far parte del primo consiglio di amministrazione dell'Agip Nucleare.
- Dal 1960 al 1963 fu consigliere d'amministrazione della Società laboratori riuniti dell'Eni (Ente nazionale idrocarburi).
- Nel 1961 fu nominato direttore scientifico del reattore nucleare del CAMEN (San Pietro a Grado).
- Nel 1965 fu rappresentante scientifico italiano nel "Sindacato di studi per la costruzione dell'impianto europeo per la separazione isotopica dell'uranio" costituito in seno alla CECA (Comunità europea del carbone e dell'acciaio).
- Dal 1966 fu membro del comitato scientifico del CISE (Segrate).
- Dal 1968, anno della sua fondazione, fu presidente del GIAU (Gruppo italiano arricchimento dell'uranio), che fino al 1978  riunì intorno al CNEN la Confindustria, il FIEN, e le maggiori industrie nazionali interessate al progetto, sfociando nella partecipazione italiana alla costituzione della società Eurodif e alla costruzione del suo impianto di Tricastin.

## Premi
Tra i numerosi premi ricevuti, sono da menzionare:
- Nel 1939 un premio della Società italiana per il progresso delle scienze
- Nel 1952 il premio Somaini per la fisica[4]
- Nel 1956 il premio nazionale del Presidente della Repubblica
- Nel 1957 un premio nazionale dell'Accademia nazionale dei Lincei
- Nel 1971 la medaglia d'oro dei benemeriti della scuola, della cultura, e dell'arte
- Nel 1978 la medaglia d'oro Alessandro Volta
- Nel 1984 la grande medaglia d'oro del premio civico di Como

Gli sono stati dedicati:
- l'Istituto di fisica del plasma IFP del CNR con sede a Milano[5].
- l'International Center for the Promotion of Science and International School of Plasma Physics a Varenna
- una strada a Milano
- la diga foranea del porto di Como
- la Scuola Superiore di Fisica in Medicina della Associazione Italiana di Fisica Medica